# Henk Hardeman
Henk Hardeman (Utrecht, 22 oktober 1961) is een Nederlands kinderboekenschrijver en redacteur.

## Biografie
Henk Hardeman studeerde Nederlands. Hij debuteerde in 1998 bij Uitgeverij Christofoor met het jeugdboek Het zwarte vuur.
Van 2000 tot en met 2012 publiceerde hij in het kinder- en jeugdboekenfonds van Uitgeverij Holland, waar in totaal negen titels zijn verschenen en een reeks korte verhalen. Sinds 2016 publiceert hij ook bij uitgeverij Zwijsen. Van 2017 tot en met 2019 verschenen er vier jeugdboeken bij Uitgeverij Ploegsma. Sinds 2021 worden zijn reguliere boeken uitgegeven door uitgeverij Van Goor. Zijn boeken kenmerken zich door fantasie, humor en spanning.
In 2001 stond het boek De Prinses van Ploenk op de longlist voor de Prijs van de Nederlandse Kinderjury. In 2008 gebeurde dit opnieuw met het vervolg De Pirate van Ploenk. In 2013 werd Spookschrijvers getipt voor de Prijs van de Nederlandse Kinderjury.
In 2015 was Henk Hardeman de winnaar van de schrijfwedstrijd van de Toonder Compagnie: Wie schrijft een nieuw Bommelverhaal? Op 2 juli 2015 ontving hij daarvoor uit handen van Milou Toonder (kleindochter van Marten Toonder) een geldbedrag en een nog door Marten Toonder gesigneerde prent. Het verhaal Het lastpak (met illustraties van Henrieke Goorhuis) verscheen op 3 november 2016 bij De Bezige Bij, ter gelegenheid van 75 jaar Tom Poes.
In 2017 was zijn boek Spookschrijvers een van de kerntitels van de Kinderboekenweek.
In 2018 stond De Familie Grafzerk: Niet te filmen! op de tiplijst van de Prijs van de Nederlandse Kinderjury.
Eind 2018 verscheen een luxe heruitgave van Het Lastpak bij uitgeverij Personalia. Genaaid en gebonden, met een nieuwe omslagplaat, en extra’s zoals meer illustraties en interviews met de makers.